# Las ovejas no pierden el tren
Las ovejas no pierden el tren es una película cómica española que se estrenó el 30 de enero de 2015 en España. Está escrita y dirigida por Álvaro Fernández Armero y protagonizada por Inma Cuesta, Raúl Arévalo, Candela Peña, Irene Escolar y Alberto San Juan.

## Argumento
Luisa (Inma Cuesta) y Alberto (Raúl Arévalo) son una pareja que se ha ido a vivir al campo con su hijo. Alberto es escritor y Luisa diseñadora de moda, y ambos no están pasando por su mejor momento. Juan (Alberto San Juan), el hermano de Alberto, es un periodista de 45 años que está saliendo con la joven Natalia (Irene Escolar). Por otro lado Sara (Candela Peña), la hermana de Luisa, es una mujer acostumbrada a salir con muchos hombres hasta que conoce a Paco (Jorge Bosch), de quien se encapricha. 

## Reparto
| Intérprete           | Personaje            |
| -------------------- | -------------------- |
| Inma Cuesta          | Luisa                |
| Raúl Arévalo         | Alberto              |
| Candela Peña         | Sara                 |
| Irene Escolar        | Natalia              |
| Alberto San Juan     | Juan                 |
| Jorge Bosch          | Paco                 |
| Kiti Mánver          | Marisa               |
| Pepo Oliva           | Manolo               |
| Miguel Rellán        | Rodrigo              |
| Petra Martínez       | Isabel               |
| Pilar Castro         | Paula                |
| Álex Martínez        | Ricardo              |
| Hugo Fuertes Marciel | Lucas                |
| Bárbara Jaráiz       | Laura                |
| Alba Mancheño        | Silvia               |
| Raúl Fernández       | Fran                 |
| Alicia Rubio         | Vanesa               |
| Maykol Hernández     | Rubén                |
| Sebastián Haro       | Pasajero 1           |
| Mariano Venancio     | Emilio               |
| Eva Marciel          | Dependienta 2        |
| Gonzalo de Santiago  | Viajero              |
| Ruth Armas           | Alumna 2             |
| Lida Cardona         | Cuidadora            |
| Gor Ortega           | Dr. Torres           |
| Patxi Freytez        | Luis                 |
| Alba Carbajal        | Alumna 1             |
| Pedro Vasallo        | Juan Ramón           |
| Brian López          | 3er chico            |
| Beatriz Bergamín     | Directora Residencia |
| Vicente Ayala        | Director Periódico   |
| Marisa Lull          | Clienta              |
| María Talavera       | Clienta 2            |
| Marina Francisco     | Andrea               |